# Вт-55
Вт-55 — советский гусеничный тягач на базе танка Т-55, который был создан для оказания технической поддержки наземного транспорта.

## История создания
ВТ-55 был создан как замена опытных образцов БРЭМ и как противник заграничным образцам. В ВТ вкладывалась основная цель - эвакуация танков. Так как на тот момент для ядерной войны был приспособлен Т-55 на модифицированной базе Т-54 было решено использовать ВТ-55 на базе 55-го. От Т-55 его отличала башня с автокраном и расчётом на пару инженеров. В случае ядерной войны задачей ВТ было откатывать повреждённые танки и по возможности чинить их.